# Socialistická internacionála
Socialistická internacionála (SI, anglicky Socialist International) je celosvětová organizace sdružující sociálně demokratické, demokraticko-socialistické, labouristické, případně též sociálně liberální a levicově nacionalistické politické strany a hnutí. Ve své současné podobě existuje od roku 1951, kdy byla ustanovena na sjezdu ve Frankfurtu.
Ideově navazuje na předválečnou Druhou internacionálu. Jako nevládní organizace má konzultativní status při OSN.
Českým zástupce při Internacionále je Sociální demokracie jako plnohodnotný člen, po dobu totalitního Československa držela exilová ČSSD post pozorovatele.
Od ledna 2022 je předsedou SI španělský předseda vlády Pedro Sánchez.

## Fungování
SI je řízena Kongresem, který se schází každé tři až čtyři roky, a Radou, která zahrnuje členské strany a organizace, která se schází dvakrát ročně. Sekretariát Internacionály sídlí v Londýně, při SI existují výbory a pracovní skupiny, vytvářející stanoviska a programy na témata jako migrace, lidská práva, Blízký východ, kurdská otázka atd.
Strana evropských socialistů (evropská politická strana) funguje jako přidružená organizace při SI.

## Historie

### První a druhá internacionála
Mezinárodní dělnická asociace, známá také jako První internacionála, byla prvním mezinárodním orgánem, který sdružoval organizace zastupující dělnickou třídu. Byla založena dne 28. září 1864 v Londýně socialistickými, komunistickými a anarchistickými politickými skupinami a odbory. Napětí mezi umírněnými a revolucionáři vedlo k jejímu rozpuštění v roce 1876 ve Filadelfii.
Druhá internacionála byla založena 14. července 1889 v Paříži jako sdružení socialistických stran. Rozpory v souvislosti s první světovou válkou však vedly v roce 1916 k rozpuštění Druhé internacionály.

### Meziválečná doba
Mezinárodní socialistická komise (ISC), známá také jako Bernská internacionála, byla založena v únoru 1919 na schůzce v Bernu stranami, které chtěly obnovit Druhou internacionálu. V březnu 1919 vytvořily komunistické strany na schůzce v Moskvě Komunistickou internacionálu, která je nazývána Třetí internacionálou.
Některé strany nechtěly být součástí vzkříšené Druhé internacionály (ISC) ani Kominterny. Na konferenci ve Vídni 27. února 1921 vytvořily Mezinárodní pracovní svaz socialistických stran (IWUSP, známý také jako Vídeňská internacionála, Vídeňský svaz nebo Druhá a půltá internacionála). Dne 27. února 1923 se ISC a IWUSP na zasedání v Hamburku spojily a vytvořily Internacionálu práce a socialismu LSI. Vzestup nacismu a začátek druhé světové války vedly v roce 1940 k rozpuštění LSI.

### Vznik socialistické internacionály
Socialistická internacionála vznikla v červenci 1951 ve Frankfurtu jako nástupce LSI.
V období po druhé světové válce SI pomáhala sociálně demokratickým stranám při jejich obnově po konci diktatur v Portugalsku (1974) a Španělsku (1975). Až do svého ženevského kongresu v roce 1976 byly členskými stranami hlavně strany působící v evropských zemích a organizace měla pouze několik členů mimo Evropu a žádné zastoupení v Latinské Americe. Hlavní nárůst členství nastal v devadesátých letech. V osmdesátých letech vzala SI pod záštitu Sandinistickou národně osvobozeneckou frontu, jejíž levicová vláda byla v konfliktu se Spojenými státy, Stranu nezávislosti Portorika nebo FRELIMO. Status pozorovatelské strany získal například palestinský Fatah. Po pádu sovětského bloku byly přijaty některé ex-komunistické strany, odmítnuta ale byla například Socialistická strana Srbska (z důvodu nerespektování demokratických principů fungování státu).

### Summity
1. Frankfurt nad Mohanem 1951
2. Milán 1952
3. Stockholm 1953
4. Londýn 1955
5. Vídeň 1957
6. Hamburk 1959
7. Řím 1961
8. Amsterdam 1963
9. Brusel 1964
10. Stockholm 1966
11. Eastbourne 1969
12. Vídeň 1972
13. Ženeva 1976
14. Vancouver 1978
15. Madrid 1980
16. Albufeira 1983
17. Lima 1986
18. Stockholm 1989
19. Berlín 1992
20. New York 1996
21. Paříž 1999
22. São Paulo 2003
23. Athény 2008
24. Kapské Město 2012
25. Cartagena 2017
26. Madrid 2022